# Vanessa Veracruz
Vanessa Veracruz (6 dicembre 1987) è un'attrice pornografica statunitense.

## Biografia
Nata in California, prima di lavorare nell'industria del cinema per adulti, Veracruz ha lavorato come direttrice in un centro di pronto soccorso, combinando questo lavoro con un altro come assistente medico e con gli studi infermieristici. A poco a poco ha iniziato ad interessarsi al mondo delle modelle erotiche e nel 2011 ha fatto il suo ingresso nel settore come attrice porno.
Nel 2015 ha debuttato alla regia, con il film Living on Fantasy Lane.
Successivamente ha ricevuto svariate candidature sia agli AVN Awards che agli XBIZ Awards, tra cui in quest'ultimo nelle sezioni miglior attrice e performer nel settennato 2013-2019, riuscendo a vincere in seguito nel 2016 nella categoria Girl/Girl Performer of the Year.

## Riconoscimenti
- XBIZ Awards
  - 2016 – Girl/Girl Performer of the Year[4]